# 杉重運
杉 重運（すぎ しげかず）は、南北朝時代から室町時代の武将。周防国の守護大名大内氏の重臣。
大内義弘に仕え、数々の戦いで活躍した。杉豊後守、杉豊後入道と称した。子に杉備中守重明がいる。
豊後守に任じられ、のちに剃髪して豊後入道と称した。剛の者で武に優れ、大刀を使用したとされる。
明徳2年（1391年）におこった明徳の乱では、大内義弘に従い京都二条大宮で力戦し、将軍足利義満は内書を発給してこれをたたえた。
応永6年（1399年）、主君大内義弘が起こした応永の乱では、義弘に従って堺に進軍した。将軍義満から使者が派遣され家中で対応を協議した際には主戦論を唱えた。堺での防衛戦においては南曲輪の守備を担当する。応永6年（1400年）12月21日に北曲輪が陥落し義弘や子の杉備中守が戦死したとの知らせがもたらされると、北曲輪に駆けつけ6人を斬る。重連らの勢いに押された幕府軍200騎あまりが2町（約218メートル）ほど逃げもどりこれを重連は追撃する。そこで重連を捕縛しよとした山名人道某と一騎討ちになるが重連はこれを斬った。重連はさらに敵中で戦うが、10カ所以上の重傷を負い戦死した。